# Silenzio... si nasce
Silenzio... si nasce és una pel·lícula de comèdia italiana del 1996 dirigida per Giovanni Veronesi.

## Argument
Les aventures de dos bessons heterozigots dins de l'úter matern abans del naixement..

## Repartiment
- Sergio Castellitto: Iorio, el Fort
- Paolo Rossi: Giannetto, el Petit
- Filippa Lagerbäck: La mare
- Ermanno Veglietti: cap de policia
- Leonardo Pieraccioni: El Pare (veu en off)
- Margaret Mazzantini: La Mare (veu en off)